# Schießerei am O. K. Corral

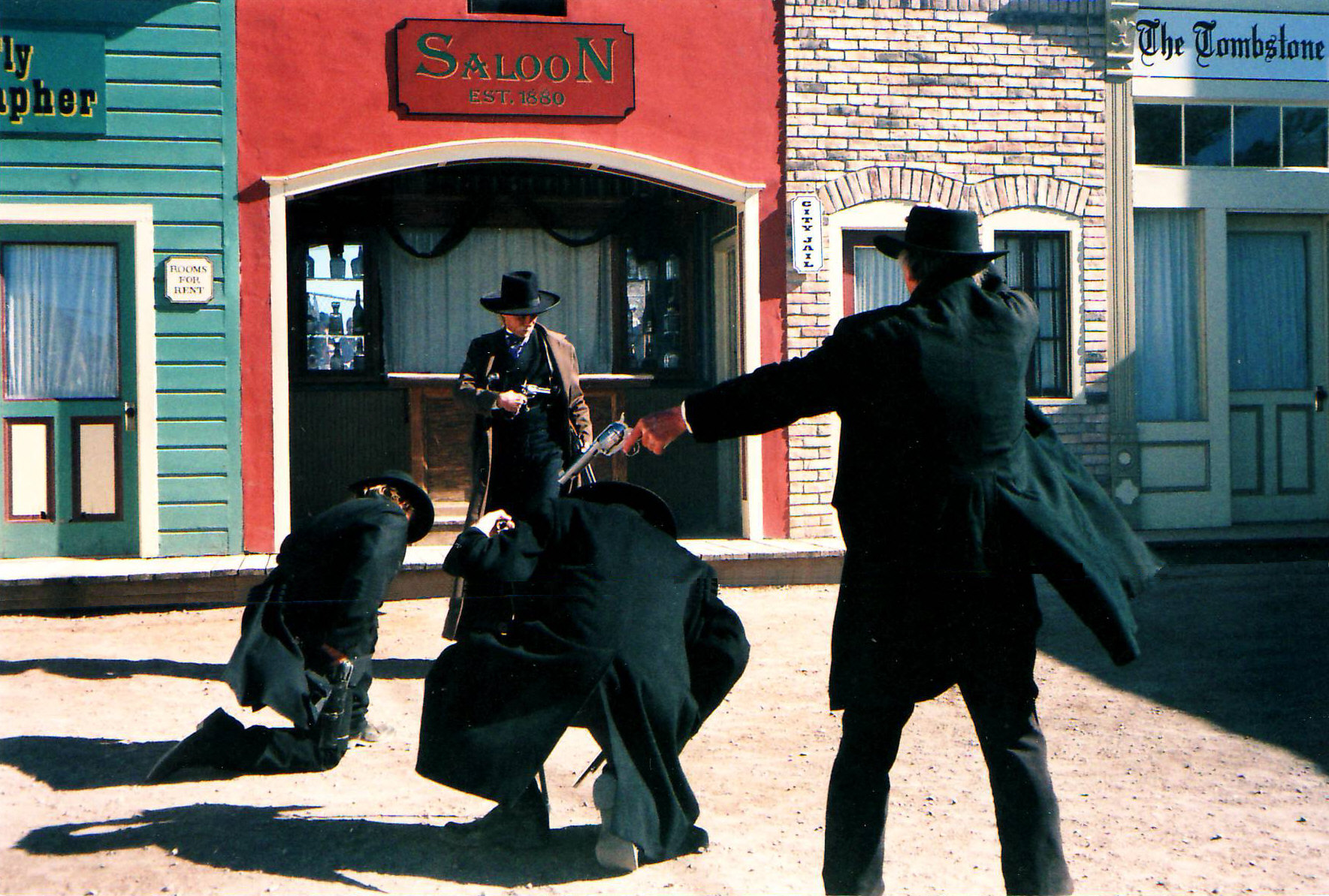
Moderne Inszenierung der Schießerei von 1881

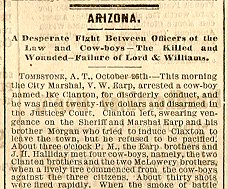
Zeitungsmeldung über die Schießerei (1881)

Die Schießerei am O. K. Corral war ein Feuergefecht im Arizona-Territorium. Sie wurde am 26. Oktober 1881 gegen 14:30 Uhr in der Fremont Street an der Ecke 3rd Street in Tombstone, Arizona (USA) ausgetragen. In 30 Sekunden fielen etwa 30 Schüsse, drei Personen wurden getötet und drei weitere verletzt.
Der Name ist vom örtlichen Mietstall (Corral) im angrenzenden Häuserblock abgeleitet, obwohl der eigentliche Corral auf der anderen Seite des Blocks lag und die Schießerei nicht im Wortsinn an ihm stattfand, sondern nur in der Nähe seines Hintereingangs. Die Abkürzung O. K. steht für „Old Kindersley“.
Die Schießerei wurde in zahlreichen Western-Filmen thematisiert und steht symbolisch für den ständigen Kampf zwischen Recht und Gesetz auf der einen sowie offenem Banditentum auf der anderen Seite in den Grenzstädten des Wilden Westens, wo die Spannungen des Sezessionskrieges nachwirkten und Strafverfolgung oftmals nur spärlich stattfand.

## Beteiligte Personen

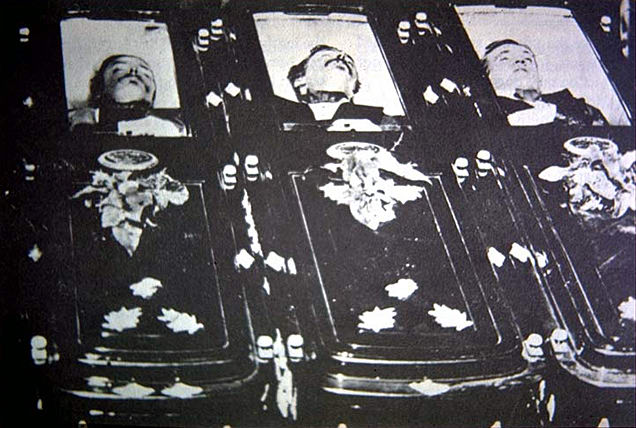
Aufbahrung der Getöteten: Tom McLaury, Frank McLaury und Billy Clanton

An der Schießerei waren acht Personen beteiligt: Wyatt Earp, Morgan Earp, Virgil Earp und Doc Holliday kämpften gegen Frank McLaury, Tom McLaury, Ike Clanton und Billy Clanton. Billy Claiborne befand sich nur zufällig vor Ort und geriet als Unbeteiligter in die Auseinandersetzung hinein. Beide McLaurys und Billy Clanton wurden getötet, Holliday, Morgan Earp und Virgil Earp verletzt, Ike Clanton und Billy Claiborne flüchteten unverletzt.

## Hintergründe

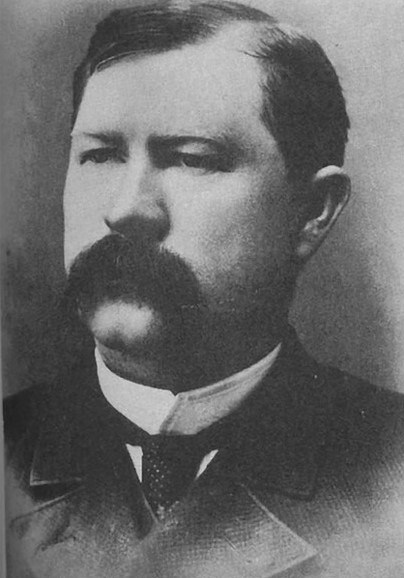
Virgil Earp

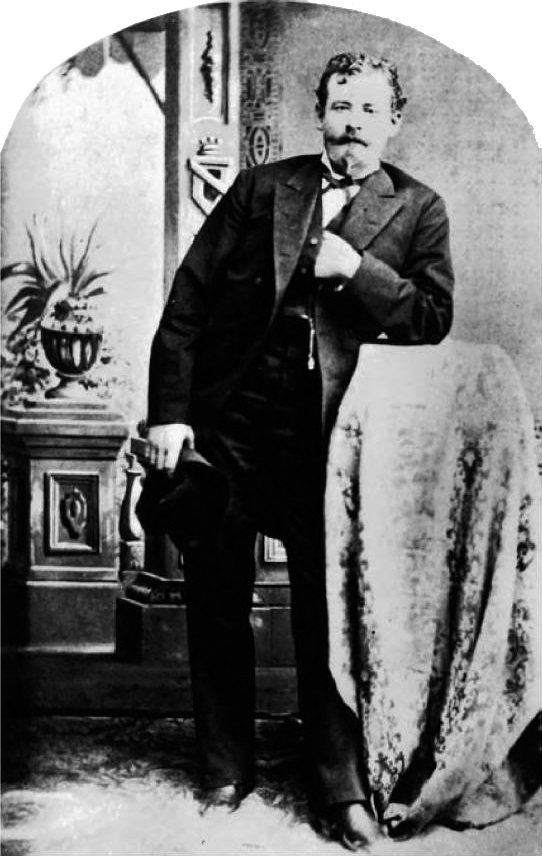
Ike Clanton

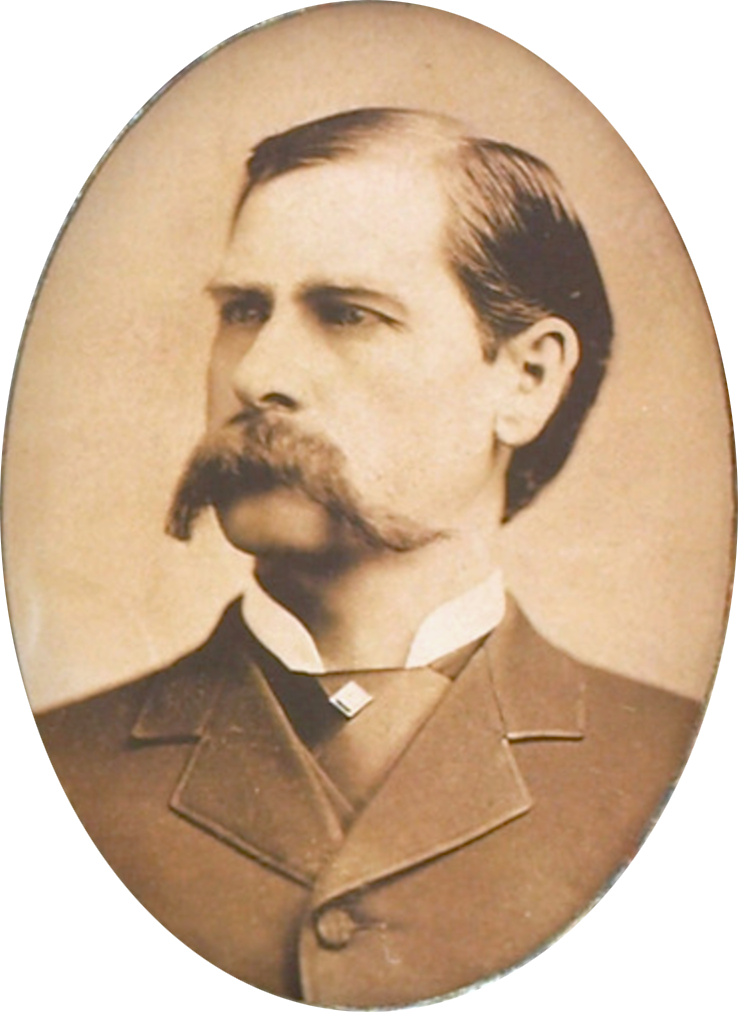
Wyatt Earp

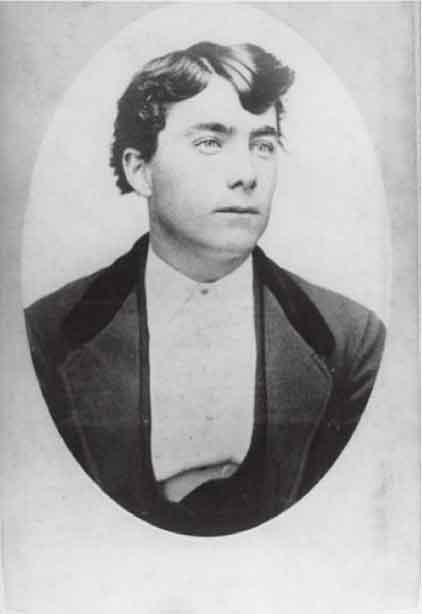
Tom McLaury

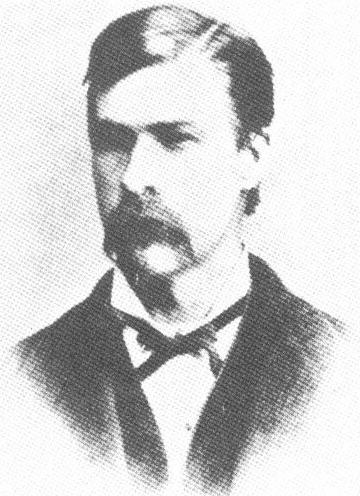
Morgan Earp

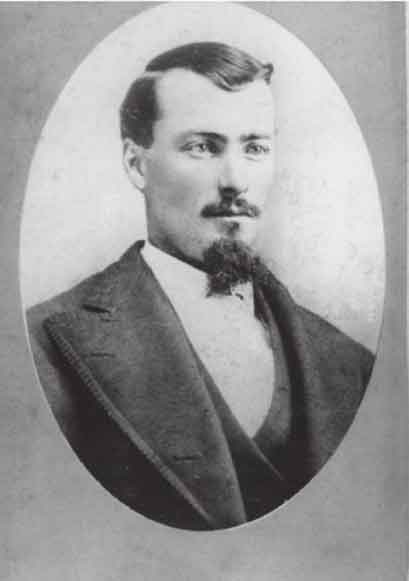
Frank McLaury

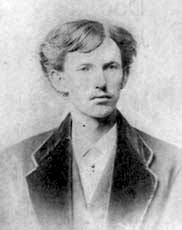
John Henry „Doc“ Holliday

Die Brüder James, Virgil und Wyatt Earp waren am 1. Dezember 1879 mit ihren Frauen in Tombstone angekommen. Virgil Earp war kurz vor seinem Eintreffen in Tombstone zum Deputy U.S. Marshal für den Osten von Pima County ernannt worden. Im Juni 1881 übernahm er auch das Amt des Marshals.
Obwohl die Earps nicht sehr beliebt waren (sie waren reich, besaßen Saloons und galten auch als Zuhälter), wurden sie doch geachtet, denn sie schützten die Interessen der städtischen Ladenbesitzer und Einwohner. Dass Wyatt Earp verhindert hatte, dass Curly Bill Brocius gelyncht wurde, als dieser versehentlich Marshal Fred White getötet hatte, gefiel den Städtern dagegen weniger. Die Earps waren mit Frank McLaury, Tom McLaury, Billy Clanton, Ike Clanton, Johnny Ringo, Curly Bill Brocius und weiteren aneinandergeraten, weil diese einer weitreichenden Gemeinschaft von Viehschmugglern und Pferdedieben angehörten, die in diverse kriminelle Aktionen verwickelt waren. Ike Clanton war darüber hinaus als Säufer bekannt und hatte die Earps schon häufig bedroht. Virgil Earp war überzeugt davon, dass die Cowboys einen Schwur geleistet hatten, ihn und seine Brüder zu töten.
Am Tag, als die Schießerei stattfinden sollte, war Virgil Earp Deputy Marshal. Er hatte seine Brüder Wyatt und Morgan als stellvertretende Gesetzeshüter eingesetzt und auch seinem Freund Doc Holliday Polizeirechte verliehen. In der Gegend von Tombstone war Silber gefunden worden, was der Stadt einen enormen Boom brachte. Seit der Gründung im März 1879 bis 1881 war die Einwohnerzahl von rund 100 bis auf über 7000 gestiegen, Chinesen, Mexikaner, Kinder und Frauen nicht mitgerechnet. Die Wirtschaft florierte; es gab neben zwei Banken und drei Zeitungen rund 110 Saloons, 14 Glücksspielhäuser und diverse Bordelle sowie einige Minen.
Das Tragen von Waffen war in Tombstone seit April 1881 verboten. Messer, Dirks, Pistolen und Gewehre mussten beim Betreten der Stadt im Stall oder im Saloon hinterlegt werden. Die Cowboys hielten sich nicht an dieses Gesetz, weswegen sie von Virgil zur Rede gestellt werden sollten, was dann zur Schießerei führte. Den Earps war auch bekannt, dass die Clantons in einen Überfall auf 15 Mexikaner im Skeleton Canyon verwickelt waren.

## Widersprüchliche Berichte
Die Konflikte, die zu der Schießerei führten, sind komplex: Beide Seiten waren jeweils durch enge Familienbande verbunden und befanden sich in einem Interessenkonflikt, der von Politik über Geschäftsfragen bis hin zu Ideologien reichte. Die Earps wurden von ihren Gegnern als korrupte, dienstmarkentragende Zuhälter betrachtet, die rücksichtslos die geschäftlichen Interessen der Stadt vertraten. Die McLaurys, Clantons und ihre Cowboys wurden von ihren Gegnern als Viehdiebe, Banditen und Mörder angesehen.
Anders als dies in vielen Filmen dargestellt wird, war die Cowboy-Truppe bei der Bevölkerung Tombstones keineswegs gefürchtet, sondern sogar beliebt. Obwohl viele Bandenmitglieder unbestreitbar in Viehdiebstähle und Raub verwickelt waren, wurden sie nur als wilde, vergnügungssüchtige Jungs angesehen, mit denen im Grunde einfach auszukommen war. Einige Geschäftsleute sahen die Cowboys gar als „Jobsicherungsmaßnahme“ an, da sie mit ihrem verprassten Geld die örtlichen Saloons und Glücksspieletablissements am Laufen hielten und sich innerhalb Tombstones kaum an illegalen Aktivitäten beteiligten. Ike Clanton war zwar wegen seines prahlerischen Gehabes unter Alkoholeinfluss berüchtigt, sein Bruder Billy hingegen war sehr beliebt. Auch Curly Bill Brocious wurde keineswegs als der unbarmherzige Geächtete angesehen, als der er später wiederholt dargestellt wurde, sondern als unbeschwerter, sympathischer Mann, der ausgezeichnet mit dem städtischen Marshal Fred White auskam.
Die Earps und Doc Holliday werden zumeist als heldenhafte Hüter des Gesetzes dargestellt, diese Rolle ist jedoch umstritten. Unbestätigten Aussagen zufolge machten sie tatsächlich unrechtmäßigen Gebrauch von ihrer gesetzlich legitimierten Vormachtstellung, um ihre Position auf dem Glücksspielmarkt der Stadt zu stärken, und setzten das Gesetz bei einigen streng um, während sie bei anderen sehr großzügig über Vergehen hinwegsahen. Die starke Polarisierung der Bevölkerung gegenüber den beiden Gruppen erschwerte später die Aufklärung der Frage, bei wem denn nun letztendlich die Schuld für die Schießerei zu suchen sei. Dazu kamen widersprüchliche und teilweise ebenfalls von eigenen Interessen geleitete Berichterstattungen in den lokalen Zeitungen: John Clum, Redakteur des Tombstone Epitaph, hatte kurz vor der Schießerei bei der Gründung eines sogenannten Committee of Vigilance (einer Art Bürgerwehr) mitgeholfen, war Bürgermeister und unterstützte Virgil Earp. Harry Woods, der Redakteur der anderen bedeutenden Zeitung The Daily Nugget, schrieb dagegen eher zugunsten der Cowboys, zusammen mit dem Sheriff von Cochise County.
Die Aufzeichnungen der nach der Schießerei durchgeführten Hearings gelten heute als Grundlage der historischen Überlieferung, obwohl die Berichte der beiden Zeitungen (die beide Reporter zum Verhör geschickt hatten) sowie des offiziellen Gerichtsschreibers deutliche Abweichungen voneinander aufweisen.

## Die Stunden vor der Schießerei
Am Abend vor der Schießerei hatte Wyatt Earp Doc Holliday ins Bett geschickt, denn dieser hatte sich eine hitzige Diskussion mit Ike Clanton geleistet und reichlich Alkohol getrunken. Virgil Earp hingegen spielte die ganze Nacht hindurch mit Clanton, Tom McLaury, Johnny Behan (der der Sheriff von Cochise County war) und einem unbekannten fünften Mann Karten. Dabei betrank sich insbesondere Clanton ebenfalls. Gegen Morgen löste sich die Runde auf, und Behan und Virgil gingen zu Bett. Tom McLaury und Ike Clanton hatten kein Zimmer gemietet und deswegen auch keine Unterkunft. Ike Clanton weigerte sich trotz Aufforderung des Barkeepers E. F. Boyle, sich schlafen zu legen, drohte stattdessen aber gemäß späterer Aussage Boyles mit den Worten „sobald sich die Earps heute auf der Straße zeigen, wird es Kugeln hageln“.
Später holte Ike Clanton seine Waffen ab, die er im Stall hinterlegt hatte, betrat damit entgegen dem Gesetz erneut die Stadt und trank weiter, während er den Earps nachstellte. Etwa um 13 Uhr lief er Virgil und Morgan Earp überraschend in die Hände, die ihn entwaffneten und zum Richter brachten. Während des Wartens auf den Richter beschimpften sich Wyatt Earp und Ike Clanton erneut gegenseitig. Clanton wurde zu einer Buße von 25 Dollar zuzüglich Gerichtskosten verurteilt und ohne Waffen wieder auf freien Fuß gesetzt.
Praktisch gleichzeitig wurde auch Tom McLaury mit einer Waffe erwischt und von Wyatt Earp niedergeschlagen. Legal durchsuchen durfte er ihn allerdings nicht, denn Wyatt Earp war nicht im Dienst. Im Laufe des Nachmittags trafen dann auch die Cowboys Billy Clanton und Frank McLaury in der Stadt ein, denn sie hatten gehört, dass es dort zu Ärger mit den Gesetzeshütern gekommen war. Auch sie gaben ihre Waffen beim Betreten der Stadt nicht wie vorgeschrieben ab, sondern kauften zusätzliche Munition. Ike Clanton wollte sich auch eine Waffe kaufen, doch weil er einen Verband um den Kopf trug und immer noch betrunken war, weigerte sich der Verkäufer, ihm eine auszuhändigen.
Johnny Behan unternahm den Versuch, die Cowboys zu entwaffnen, um die sich anbahnende Konfrontation zu verhindern. Ike Clanton und Tom McLaury behaupteten, unbewaffnet zu sein, Frank McLaury aber weigerte sich, seine Waffen abzugeben, wenn die Earps nicht zuvor ebenfalls entwaffnet würden.
Unterdessen beschloss Virgil Earp nach Gesprächen mit diversen Bürgern, zusammen mit Doc Holliday (dem er eine Schrotflinte besorgt hatte), Wyatt und Morgan Earp die Cowboys zu entwaffnen. Unterwegs trafen sie Behan, dessen Aussagen Virgil Earp so deutete, dass jener die Cowboys bereits entwaffnet hatte. Virgil Earp rechnete daher nicht mehr mit einem Kampf. Sie trafen bei der freien Fläche in der Nähe des als O. K. Corral bekannten Stalls auf die Cowboys.

## Die Schießerei

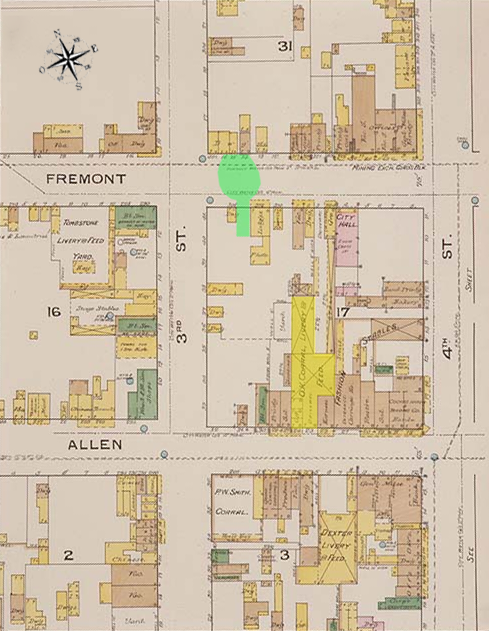
Ort der Schießerei, auf einem Feuerwehrplan des Jahres 1886: Die Schießerei fand im grün markierten Bereich statt, der O. K. Corral ist gelb markiert.

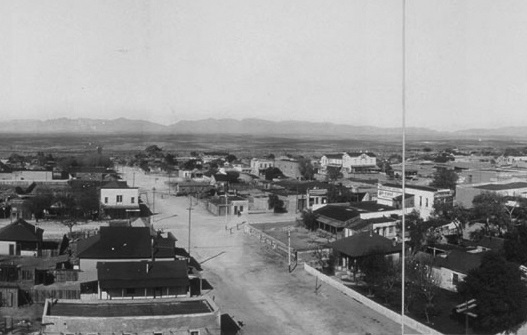
Die Umgebung der Schießerei auf einem Bild von 1909, aufgenommen vom Dach des Cochise-County-Gerichtsgebäudes

Als die Gruppe der Gesetzeshüter am Nachmittag des 26. Oktober 1881 auf die Cowboys traf, soll Virgil Earp sie sofort aufgefordert haben, die Hände zu erheben und die Waffen niederzulegen. Er selbst hatte seine Waffe stecken lassen. Frank McLaury und Billy Clanton zogen stattdessen ihre Revolver und spannten sie. Virgil Earp schrie daraufhin, dass er keinen Kampf wolle. Die Zeugen sind sich uneins, wer nun mit der Schießerei begann, die Aussagen in der späteren Aufarbeitung waren darin widersprüchlich. Zudem waren die Kontrahenten nur wenige Meter voneinander entfernt, und das in den Patronen verwendete, qualmende Schwarzpulver erhöhte das Durcheinander zusätzlich. Sicher ist, dass in etwa 30 Sekunden rund 30 Schüsse abgefeuert wurden.
Die ersten zwei Schüsse gaben wohl Wyatt Earp und Billy Clanton ab. Billy zielte auf Wyatt, doch dieser entschied sich, zunächst auf Frank McLaury zu schießen, denn dieser galt als besserer Schütze. Wyatt traf Frank in den Magen, doch Billy verfehlte sein Ziel.
Daraufhin soll gemäß der Zeugen Doc Holliday mit der Schrotflinte Tom McLaury, der sich hinter einem Pferd verbarg, niedergeschossen haben. Spätere Ermittlungen lassen vermuten, dass Tom während des Kampfes unbewaffnet war. Gleichzeitig wurden vor allem Frank McLaury und Billy Clanton unter Feuer genommen. Ike Clanton hingegen floh und blieb unverletzt. Billy Clanton und Frank McLaury setzten die Schießerei fort, obwohl sie verwundet worden waren. Dabei wurden Morgan und Virgil Earp ebenfalls verwundet. Am Ende lag jedoch Frank McLaury tot am Straßenrand, Billy Clanton und Tom McLaury erlagen kurze Zeit später ihren Verletzungen.

## Öffentliche Reaktion
Die Leichen der drei Cowboys wurden aufgebahrt und mit einem Schild versehen, auf dem „Ermordet in den Straßen von Tombstone“ stand. Im Daily Nugget, der Cowboy-freundlichen Zeitung, stand:

“The 26th of October, 1881, will always be marked as one of the crimson days in the annals of Tombstone, a day when blood flowed as water, and human life was held as a shuttle cock, a day to be remembered as witnessing the bloodiest and deadliest street fight that has ever occurred in this place, or probably in the Territory.”

„Der 26. Oktober 1881 wird immer als einer der brutalsten Tage in den Annalen von Tombstone markiert bleiben, als Blut floss wie Wasser und menschliches Leben nicht mehr galt als ein Federball, ein Tag, der Zeuge wurde des blutigsten und tödlichsten Straßenkampfes, der jemals an diesem Ort oder sogar in diesem Territorium stattfand.“

Der Tombstone Epitaph war mit der Wortwahl zurückhaltender:

“The feeling among the best class of our citizens is that the Marshal was entirely justified in his efforts to disarm these men, and that being fired upon they had to defend themselves which they did most bravely.”

„Die beste Klasse unserer Bürger hat den Eindruck, dass der Marshal absolut legitimiert war, diese Männer zu entwaffnen, und als auf ihn und seine Männer geschossen wurde, diese sich verteidigen mussten, was sie äußerst tapfer taten.“

Der Epitaph hatte die größere Reichweite, weswegen dieser Bericht die Meinung der Bevölkerung vorwiegend prägte und diese sich daher zunächst auch eher zugunsten der Earps entwickelte. Später wurde diese Sicht aber etwas revidiert, nachdem sich herausgestellt hatte, dass sowohl Ike Clanton als auch Tom McLaury wahrscheinlich unbewaffnet gewesen waren. Deswegen wurde den Earps sowie Doc Holliday auch Mord vorgeworfen, statt nur das Gesetz durchgesetzt zu haben.

## Untersuchung

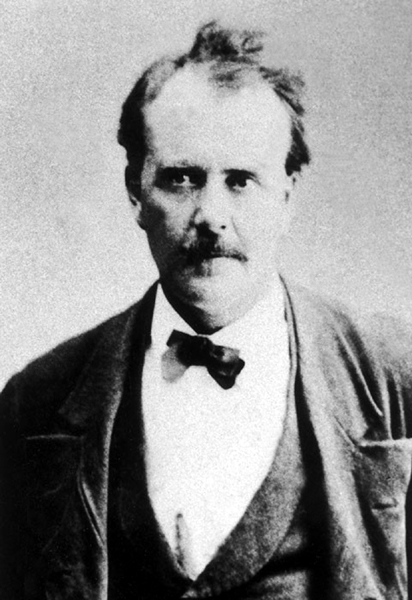
Friedensrichter Wells Spicer

Vier Tage nach der Schießerei gab Ike Clanton gegen Doc Holliday und die Gebrüder Earp eine Strafanzeige wegen Mordes auf. Wyatt Earp und Doc Holliday wurden daraufhin verhaftet, Morgan und Virgil Earp lagen in ihren Wohnungen und erholten sich von ihren Verletzungen. Friedensrichter Wells Spicer musste entscheiden, ob es zu einem Gerichtsverfahren kommen sollte. Spicer befragte im Verlaufe des nächsten Monats die Beteiligten sowie viele Zeugen und zeichnete deren Aussagen auf. Diese waren widersprüchlich, je nachdem, welcher Seite ein Befragter angehörte.
Am 30. November entschied Richter Spicer, dass es keine hinreichenden Beweise dafür gebe, die Gesetzeshüter anzuklagen. Insbesondere sah er Frank McLaurys Weigerung, seine Waffen abzugeben, als eine schwerwiegende Bedrohung für die Earps an. Er kritisierte zwar, dass Virgil Earp seine Freunde als Deputys eingesetzt hatte, sah darin aber keinen Gesetzesbruch. Er entschied daraufhin auch, dass ihre Aktionen als Ganzes vom Gesetz gedeckt waren.

## Nachwirkungen

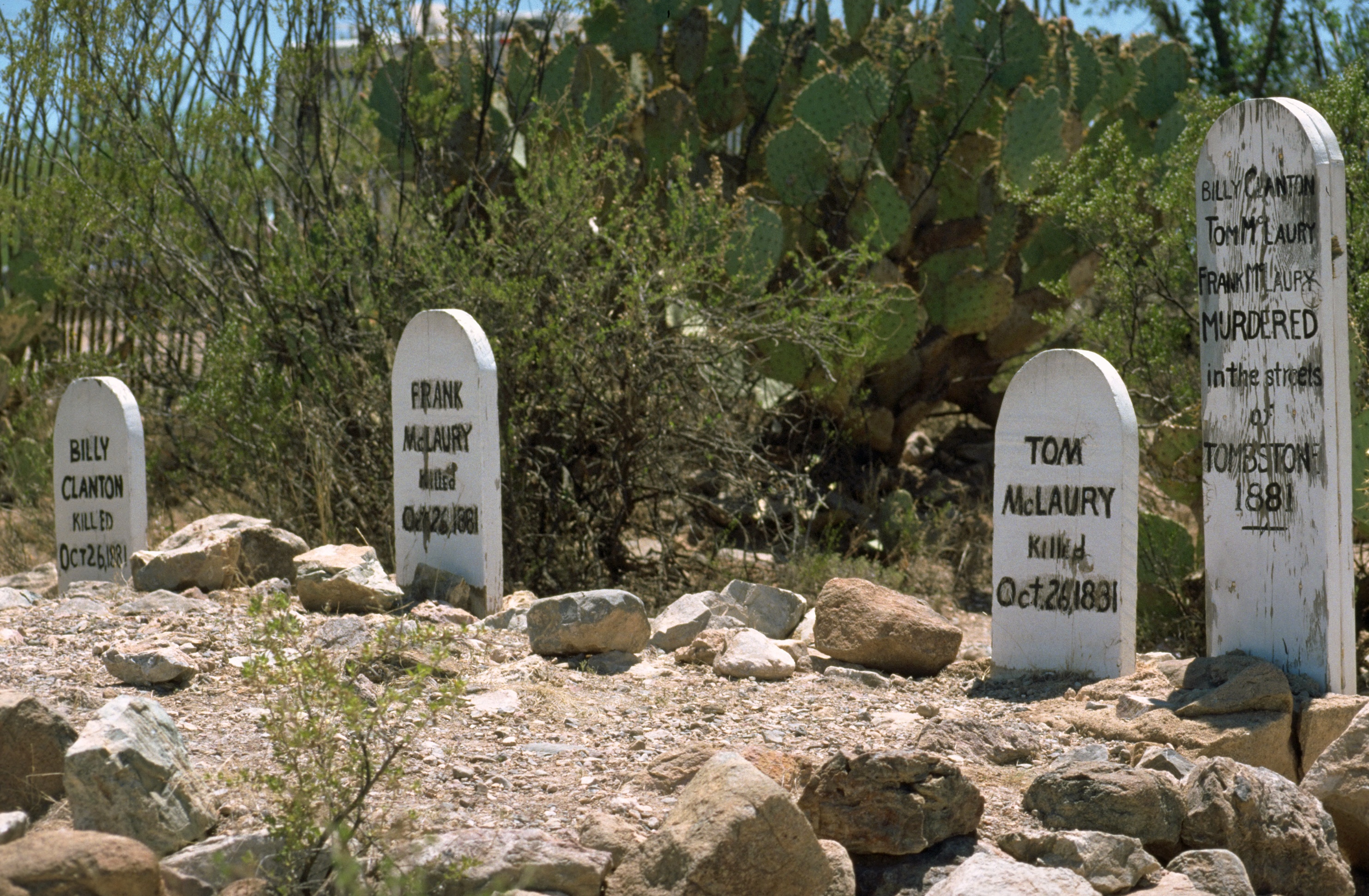
Gräber der Getöteten auf dem Friedhof Boothill

Ike Clanton versuchte noch im selben Jahr mehrmals erfolglos, eine Gerichtsverhandlung wegen Mordes herbeizuführen. Am 14. Dezember wurde versucht, John Clum, den Herausgeber des Tombstone Epitaph und Bürgermeister von Tombstone, zu töten. Am 28. Dezember wurde auch Virgil Earp Opfer eines Hinterhalts. Er wurde von mehreren Schrotflintenkugeln in den Rücken und besonders den linken Arm getroffen. Ein Arzt konnte diverse Kugelreste entfernen, aber Virgil trug seinen linken Arm für den Rest seines Lebens in einer Schlinge.
Am 18. März des folgenden Jahres wurde Morgan Earp hinterhältig erschossen. Zwei Tage später wurde der Cowboy Frank Stillwell bei einem Angriff auf einen Zug, in dem die Earps saßen, von Wyatt Earp erschossen – der Beginn einer Racheaktion der Earps gegen die Cowboys. Auch Ike Clanton fiel einige Jahre später einer Pistolenkugel zum Opfer. Doc Holliday starb 1887 an Tuberkulose, Virgil erlag 1905 einer Lungenentzündung. Wyatt Earp starb als letzter Beteiligter der Schießerei im Jahr 1929.

## Rezeption

### Filme und Serien
- Frontier Marshal (1939) von Allan Dwan mit Randolph Scott
- Faustrecht der Prärie (1946) von John Ford mit Henry Fonda
- Zwei rechnen ab (1957) von John Sturges mit Burt Lancaster, Kirk Douglas und Rhonda Fleming. Der Originaltitel dieses Films, Gunfight at the O.K. Corral, trug maßgeblich zum ungenauen, aber heute verbreiteten Namen dieser Schießerei bei.
- Doctor Who – Folgen 115 bis 118, Storyline The Gunfighters (1966)
- Die fünf Geächteten (1967) von John Sturges mit James Garner, Jason Robards und Robert Ryan
- Raumschiff Enterprise (Star Trek) – Folge 61 Wild West im Weltraum (Original Spectre of the Gun, 1968)
- Doc (1971) von Frank Perry mit Stacy Keach
- Tombstone (1993) mit Kurt Russell, Bill Paxton und Val Kilmer
- Wyatt Earp – Das Leben einer Legende (1994) mit Kevin Costner, Dennis Quaid und Gene Hackman

### Bücher
- Lucky Luke, Band 71, O.K. Corral (1997)
- Mister Blueberry, Band 40, O.K. Corral (2003)

### Musik
- Das Lied Tombstone der schwedischen Power-Metal-Band Civil War beschäftigt sich mit der Schießerei.